# Dario Pizzano
Dario Pizzano (* 21. November 1974 in Göttingen) ist ein deutsch-italienischer Theologe, Künstler, Autor und Coach.

## Leben
Dario Pizzano ist als Kind eines italienischen Gastronomen und einer deutschen Krankenschwester in der katholischen Enklave in Duderstadt im niedersächsischen Eichsfeld aufgewachsen. Nach einer abgebrochenen Lehre in einem 4-Sterne-Hotel im Eichsfeld absolvierte er eine Ausbildung zum Industriekaufmann in Göttingen.
Danach arbeitete er als Event- und Musikmanager. Nach diversen Drogenerfahrungen folgten nach 12 Jahren ein psychischer Zusammenbruch und ein religiöses Erweckungserlebnis. Im Jahr 2005 begann er ein Studium der Theologie an der Domschule Würzburg und fing an zu schreiben.
Im Jahr 2008 erschien sein erstes Buch Himmlisch liebe Grüsse. Es folgten weitere Publikationen und Projekte. Die Studienarbeit Christlicher Glaube im Umbruch erschien 2009 und im Jahr 2010 das Buch Blüten auf dem neuen Weg. 2010 wurde seine religiöse Biographie eXzess-Meine zwei Leben veröffentlicht.
Dario Pizzano arbeitet in der Erwachsenenbildung für das Bistum Erfurt. Er hält und organisiert Vorträge sowie Podiumsdiskussionen und Veranstaltungen für benachteiligte Jugendliche. Er ist seit 2010 verantwortlich für die Arbeit des Eichsfeldforums, einer Diskussions- und Vortragsreihe mit Theologen, Philosophen, Autoren und Religionswissenschaftlern.
Ein weiterer Umbruch folgte 2017 aufgrund einer schweren Erkrankung.
Pizzano kehrt zurück zu seinen Wurzeln in der Jugend, beginnt sich dem Theater und Film wieder neu anzunähern und seiner künstlerischen Berufung zu folgen. Visuelle Geschichten, Filme und Fotoserien entstehen.
Weiterhin engagiert er sich im Bereich der Jugendarbeit – im Sportverein und in diversen Grundschulen in Thüringen ist er als B lizenzierter Trainer aktiv.
Pizzano ist verheiratet und hat fünf Kinder.

## Veröffentlichungen
- Himmlisch liebe Grüße. Pattloch, München 2008, ISBN 978-3-629-10308-6.
- Christlicher Glaube im Umbruch.  Grin-Verlag, 2009, ISBN 978-3-640-45044-2.
- Blüten auf dem neuen Weg: Anthologie aus christlichen Gedanken. Atelier für Gestaltung, 2009, ISBN 978-3-940186-21-8.
- Exzess: Meine zwei Leben. Pattloch, München 2010, ISBN 978-3-629-02242-4.
- pizzano.faq – 16 Fragen an Dario Pizzano. Dip3 Verlag, Wien 2011, ISBN 978-3-902686-31-2.
- Exzess: Meine zwei Leben. Hörbuch, Dip3 Verlag, Wien 2011, ISBN 978-3-902686-34-3.
- Gott erfahren – heute? Grin Verlag, 2012, ISBN 978-3-656-28588-5.
- Exzess: Meine zwei Leben (Taschenbuch), Brunnen Verlag, Basel 2013, ISBN 3-7655-2016-0.
- Pippo entdeckt die Welt (Hardcover) BOD Verlag 2024, ISBN 3-759785352

- Exzess - Wo Licht zerbricht(Taschenbuch)

BOD Verlag 2025, 
ISBN 3819223630